# 尼亚尼娅
尼亞尼婭（英語：Nianija）是西非國家甘比亞中河區轄下的10個縣之一。根據甘比亞官方於2013年所做的人口普查結果顯示，居住於尼亞尼婭的總人口數為10175人。